# Robert Le Guyon
Robert Le Guyon, né le 3 juin 1899 à Oran (Algérie) et mort le 28 juillet 1974 à Angers (Maine-et-Loire), est un homme politique français.

## Biographie
Robert Le Guyon est agrégé de médecine. Après la Première Guerre mondiale, à laquelle il participe comme engagé volontaire, il enseigne à la Faculté de médecine.
Il exerce d'importantes responsabilités dans la Résistance durant la Seconde Guerre mondiale et travaille notamment pour l'Intelligence Service. Il est décoré à la fin de la guerre de la médaille de la Résistance et de la croix de guerre.
En septembre 1945, il est élu conseiller général du canton de Neung-sur-Beuvron.
Il est tête de liste à l'âge de 47 ans du Rassemblement des gauches républicaines et Union gaulliste pour les élections législatives du 10 novembre 1946, avec Pierre Culioli, Jean Goudchaux et Noël de la Houssaye dans le Loir-et-Cher. 
D'origine pied-noire, il est un partisan zélé du colonialisme français. 

## Détail des fonctions et des mandats

### Mandat parlementaire
- 7 novembre 1948 - 19 juin 1955 : Sénateur de Loir-et-Cher